# 淚橋停留場
淚橋停留場（日语：／ Namidabashi teiryūjō */?），又稱淚橋電車站，是位於鹿兒島縣鹿兒島市郡元三丁目，鹿兒島市交通局（鹿兒島市電）谷山線的電車站。車站編號為I18。

## 歷史
- 1917年11月3日[1] - 鹿兒島電氣軌道開設郡元站。
- 1928年
  - 7月1日 - 鹿兒島市電氣局接管路線。
  - 12月28日 - 由輕便鐵道變為軌道。
- 1933年1月 - 改組成為鹿兒島市交通課車站。
- 1956年5月10日 - 改組成為鹿兒島市交通局車站。
- 1959年10月1日[2] - 電車站改名為新川停留場。
- 1967年（昭和42年）1月1日[2] - 電車站改名為淚橋停留場。
- 1990年 - 此電車站至郡元之間的架空電纜柱計劃改為設於中央。
- 1992年 - 架空電纜柱計劃設於中央。

## 電車站構造
此電車站設有2面2線的相對式低地台月台。兩月台上設有電車接近顯示器和廣播系統。兩月台可讓輪椅人士上落，但是電動輪椅人士各由於月台寬度問題使不能使用此電車站。

### 運行系統
此電車站是谷山線電車站之一。■1系統會駛入此站。

## 使用狀況
| 1日上下車人次變化 | 1日上下車人次變化 |
| 年度              | 1日平均人次       |
| ----------------- | ----------------- |
| 2011年            | 844               |
| 2012年            | 808               |
| 2013年            | 808               |
| 2014年            | 804               |
| 2015年            | 856               |

## 相鄰電車站
鹿兒島市交通局
鹿兒島市電■1系統
郡元（I16）－郡元（南側）（I17）－淚橋（I18）－南鹿兒島站前（I19）

## 注腳
1. ↑  鉄道省編集『鉄道停車場一覧』昭和2年版（國立國會圖書館近代數碼圖書館）
2. 1 2  今尾惠介監修《日本鐵道旅行地圖帳》12號 九州沖繩，新潮社，2009年，p.51
3. ↑  国土数値情報(駅別乗降客数データ)  （页面存档备份，存于）（日語） - 國土交通省，2018年12月10日參閲

## 外部連結
- 鹿兒島市交通局 （页面存档备份，存于）（日語）